# Scheuerfeld
Scheuerfeld település Németországban, Rajna-vidék-Pfalz tartományban. Lakosainak száma 2116 fő (2023. december 31.).

## Népesség
A település népességének változása:
| Lakosok száma | 2053 | 2003 | 2031 | 2068 | 2110 | 2116 |
|               | 1975 | 2017 | 2019 | 2021 | 2022 | 2023 |